# Megacyllene punensis
Megacyllene punensis es una especie de escarabajo longicornio del género Megacyllene, tribu Clytini, subfamilia Cerambycinae. Fue descrita científicamente por Martins y Galileo en 2008.

## Descripción
Mide 13,6-16,2 milímetros de longitud.

## Distribución
Se distribuye por Perú.